# Stanley Robotics
Pour les articles homonymes, voir Stanley Robotics.
Stanley Robotics est une jeune pousse (start-up) française commercialisant des robots garant les voitures sur les parkings "voyageurs",,. Son robot "Stan" est notamment utilisé par l'aéroport de Lyon Saint-Exupéry,,.
Les robots sont fabriqués en France par Imeca, une filiale de Michelin .

## Technologie
Stanley Robotics prétend que ses robots permettent d'optimiser l'utilisation des parkings en déplaçant les voitures à quelques centimètres près via l'utilisation d'un GPS centimétrique.
Concrètement, le robot, appelé Stan, est capable de soulever la voiture avant d'aller la garer sur la place appropriée. L'optimisation permettrait un gain de place d'environ 50%.
Le robot pèse 2,5 tonnes et roule à 30km/h.

## Histoire
En 2013, Clément Boussard et Aurélien Cord imaginent un véhicule capable de se garer seul. Ils sont rejoints par Stéphane Evanno et le concept évolue vers un robot qui gare des voitures.
Le 13 octobre 2015, Stanley Robotics fait partie des cinq finalistes des Grands Prix de l'Innovation de la ville de Paris.
En mai 2017, la start-up réalise une levée de fonds de 3,6 millions d'euros .
En janvier 2019, un contrat est conclu avec l'aéroport de Gatwick au Royaume-Uni pour réaliser un essai qui devrait commencer mi-2019 pour se terminer début 2020 ,.
En mars 2019, le robot est mis en service à l'aéroport de Lyon-Saint-Exupéry dans le parking P5 plus . Le réservation se fait en ligne et est conseillée pour une durée minimale de 3 jours.
Le 21 janvier 2020, Stanley Robotics annonce vouloir étendre sa capacité de stationnements à 2 000 places d'ici à l'été 2020 à l'aéroport de Lyon-Saint-Exupéry en partenariat avec Vinci Airports .